# Рамель, Фредрик
Барон Стен Густав Фредрик Троил Рамель (швед. Fredrik Ramel; 9 декабря 1872, Мальмё — 30 октября 1947, там же) — шведский государственный и дипломатический деятель, юрист,
министр иностранных дел Швеции в 1930—1932 годах, губернатор лена Мальмёхус (1925–1938).

## Биография
Из дворян.
Изучал право в университете Лунда, после его окончания работал нотариусом. Начал дипломатическую карьеру в 1895 году сначала в качестве атташе в министерстве иностранных дел. В том же году занял место  в генеральном консульстве в Риме, в 1897 году был вторым секретарём в МИДе, первым секретарём (1900) и государственным секретарём (министром иностранных дел) кабинета министров Швеции с 1908 по 1913 год. Характеризовал как прогермански настроенный чиновник.
Работал послом в Осло в 1913 году и в Берлине в 1923 году. 
Был членом Королевской академии лесного и сельского хозяйства.